# Стрілянина в Баффало
14 травня 2022 року в Баффало, штат Нью-Йорк, США, сталася масова стрілянина в магазині Tops Friendly Markets, супермаркеті в районі Іст-Сайд. Було вбито десять афроамериканців, ще троє людей отримали поранення. Вбивця вів пряму трансляцію атаки на Twitch. Обвинувачений, ідентифікований як 18-річний Пейтон С. Гендрон, був узятий під варту та звинувачений у вбивстві першого ступеня.
42°54′35″ пн. ш. 78°51′10″ зх. д. / 42.909722222222° пн. ш. 78.852777777778° зх. д.
Повідомляється, що Гендрон написав маніфест, описуючи себе як прихильника переваги білої раси та етнонаціоналіста, який спонукає до політичного насильства. Він висловив підтримку ультраправій теорії змови «Велика заміна» в контексті нібито «геноциду білих». Напад був описаний як акт внутрішнього тероризму, і інцидент розслідується як расистський. Губернатор Кеті Хочул пообіцяла зміни в політиці штату в результаті нападу, засудивши стрільця і втішивши сім'ї жертв.